# Highland Cathedral

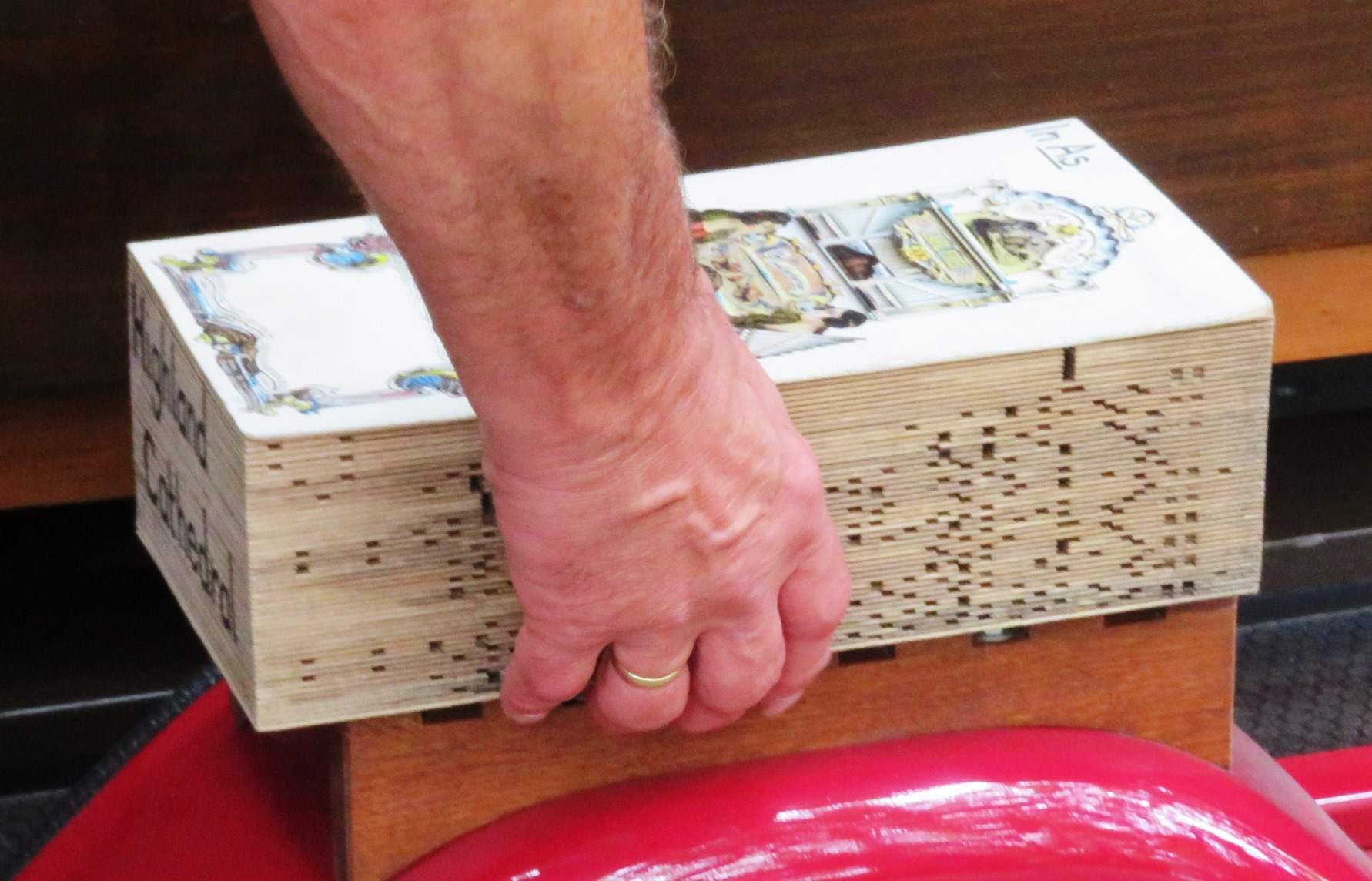
Faltkartonnoten zu Highland Cathedral für eine Jahrmarktsorgel

Highland Cathedral ist eine Dudelsackmelodie, die von den Deutschen Ulrich Roever und Michael Korb 1982 in Deutschland komponiert wurde.
Sie wurde von den Komponisten für den Dudelsack als Hymne komponiert und begeisterte Schotten haben sie als Nationalhymne vorgeschlagen, um Scotland the Brave bzw. Flower of Scotland zu ersetzen. Die Melodie zählt mittlerweile weltweit zu den populärsten Dudelsack-Kompositionen.

## Textversionen
Es gibt für die Melodie unterschiedliche Texte: einen von Ben Kelly (1990) und einen von Terry Mechan (1998). Der Text von Terry Mechan wurde als Anerkennung für in Übersee kämpfende Schotten geschrieben. Es ist Schottlands Äquivalent zu Abide with Me für nationale Sportereignisse und als Hymne vor der Schlacht. In Kirchen- und Gospelchören werden Verse aus Psalm 118 als Text zu dieser Melodie verwendet. Von Werner Bonfig stammt die deutsche Textversion Steh wieder auf. Die Kölner Kultband Bläck Fööss coverte 2002 Highland Cathedral unter dem Titel Du bes die Stadt als Hommage an die Stadt Köln in kölscher Mundart.

## Rezeption
Highland Cathedral wurde
- als Filmmusik in der britischen Filmproduktion Vier Hochzeiten und ein Todesfall verwendet;
- als Lied der Royal Hong Kong Police bis 1997 verwendet;[3]
- am 30. Juni 1997 gespielt, als Hongkongs letzter Gouverneur Chris Patten bei der Übergabe an die Volksrepublik China die britische Flagge vor seinem Amtssitz einholen ließ;[4]
- 2016 anlässlich des Deutschen Evangelischen Posaunentags in Dresden zum populärsten Stück bei den deutschen Posaunenchören gewählt;[5]
- als „Hymne auf den Kölner Dom“ (2019) gedeutet[6]
- am 4. Mai 2019 beim Staatsbegräbnis von Großherzog Jean von Luxemburg in der Kathedrale unserer lieben Frau in der Stadt Luxemburg gespielt, gemeinsam von den Irish Guards und der Militärmusik der luxemburgischen Armee.[7][8]
- am 29. Juni 2025 in der Bearbeitung von Hans-Ulrich Nonnenmann mit über 6.000 Bläserinnen und Bläsern auf der Schlussfeier des 50. Landesposaunentags in Ulm gespielt.[9]

## Medien
- Version von Terry Mechan (Memento vom 20. Januar 2013 im Internet Archive) (WAV; 292 kB)
- MP3 von Highland Cathedral
- Highland Cathedral – Finale des Deutschland Tattoo 2013 auf YouTube
- Highland Cathedral – The Band Of The Royal Irish Regiment auf YouTube
- Mass Bands – Finale der Musikschau der Nationen 2008 auf YouTube
- Farewell Jean of Luxembourg – Beisetzung des Großherzogs Jean von Luxemburg am 4. Mai 2019 auf YouTube